# NbE T 3
Der  Triebwagen NbE T 3 war ein Fahrzeug der Niederbarnimer Eisenbahn. Er wurde für den Vorortverkehr mit Dieselantrieb beschafft, um nach der Weltwirtschaftskrise den Betrieb zu rationalisieren. Der Triebwagen galt zu seiner Zeit als innovativ, denn er konnte als erstes Fahrzeug mit dieselmechanischer Kraftübertragung dank Ausrüstung des Ardelt-Getriebe mit Vollautomatik betrieben werden. Der T 3 wurde 1946 mit Brandschaden abgestellt und wenig später ausgemustert.

## Geschichte

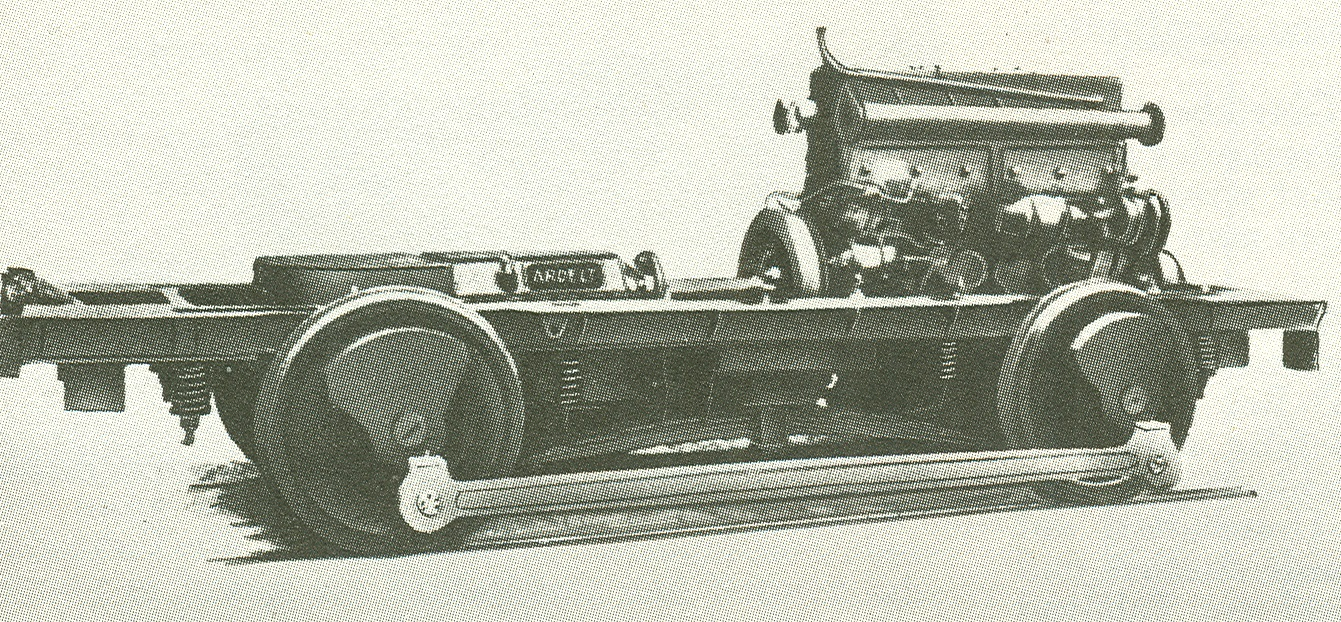
Ansicht des Maschinendrehgestells des NbE T 3

1935 wurde er bei der Niederbarnimer Eisenbahn in Dienst gestellt. Da die Fahrzeuge mit hydrodynamischer Kraftübertragung zu der Zeit noch von Hand geschaltet werden mussten, wird er als erstes Fahrzeug mit einer vollautomatischen Getriebeschaltung bezeichnet. Neu war, dass durch das Ardelt-Getriebe jeder Gang seine Kupplung besaß und dadurch eine wesentliche Minderung des Verschleißes und eine schnellere Beschleunigung erzielt wurde.
Auf den Strecken der Niederbarnimer Eisenbahn betrug der durchschnittliche Haltestellenabstand von 3,5 km, das ein oftmaliges Anfahren erforderlich machte. Die Gesellschaft besaß bereits zwei Fahrzeuge mit dieselelektrischer Kraftübertragung. Nach zwei Jahren wurden bei einer Inspektion das Getriebes, das bereits etwa 240.000 km gelaufen war, ohne jegliche Verschleißerscheinungen befunden. Es wurde daraufhin die Prognose erstellt, dass der Wagen noch ein Vielfaches der zurückgelegten Laufleistung ohne Störung zurücklegen konnte. Außerdem wurde im Vergleich zu anderen mechanischen Triebwagen eine wesentlich bessere Fahrdynamik und schnellere Beschleunigung erzielt.
Als der NbE T 4 hinzukam, wurden beide mechanischen Triebwagen meist zusammen in Vielfachsteuerung gefahren. Weitere Betriebsangaben und Einsätze sind nicht bekannt. Für den Triebwagen war bei der Deutschen Reichsbahn im Umzeichnungsplan die Nummer VT 137 527 vorgesehen. Der Wagen hatte aber während des Krieges eine größere Beschädigung mit Brandschaden erhalten und war 1946 ausgemustert worden. Die Bezeichnung VT 137 527 erhielt daraufhin ein Triebwagen der Bauart Mosel.

## Technische Beschreibung
Der Wagenkasten bestand aus der Spantenbauart in Leichtbauweise. In seiner Mitte war ein großes Abteil der 3. Klasse mit 50 Sitzplätzen. Von einem Ende waren auf der einen Seite zwei Abteile der 2. Klasse für Raucher/Nichtraucher zu je acht Sitzplätzen und auf der anderen Seite ein Gepäckraum angeordnet. Die Einstiegsräume waren so angeordnet, dass die Fahrgäste der 2. Klasse nicht die Abteile der 3. Klasse durchqueren mussten. Im Einstiegsraum neben der 2. Wagenklasse befand sich ein Abort mit Wasserspülung. Die flache Bauform des Ardelt-Getriebes ermöglichte eine äußerst niedrige Fußbodenhöhe von 1.125 mm. Im Gepäckabteil, unter dem das Getriebe lag, war keine Überhöhung erforderlich. Nur der Dieselmotor ragte im Führerstand unter dem Wagenboden vor und war mit einer Haube überdeckt. Im Eingangsbereich waren für den Einstieg von niedrigen Bahnsteigen (380 mm über Schienenoberkante) nur zwei Stufen erforderlich.
Die Maschinenanlage bestand aus dem Sechszylinder-Viertakt-Dieselmotor W 6 V17,5/22 von MAN und dem Ardelt-Getriebe. Das Getriebe trieb die hintere Achse des Triebdrehgestelles an, der Antrieb der vorderen wurde über einen Treibstangenantrieb realisiert. Hinter dem Getriebe war ein auf der Antriebsachse gelagertes Wendegetriebe, es wurde pneumatisch gesteuert. Die Drehgestelle waren als Innenlagerdrehgestelle ausgeführt und dreifach abgefedert.
Die Schalteinrichtungen waren in beiden Führerständen in gesonderten Führertischen untergebracht, die mit Rollladen verschlossen werden konnten. Der Triebwagen erreichte eine Höchstgeschwindigkeit von 75 km/h, zugelassen im Betrieb waren 60 km/h. Die Vielfachsteuerung wurde elektrisch realisiert. Die Steuerleitungen wurden in Kabelkanälen geführt, die an den Stirnseiten des Triebwagens in vielpoligen Steckdosen endeten.